# السيرانات وأوديسيوس

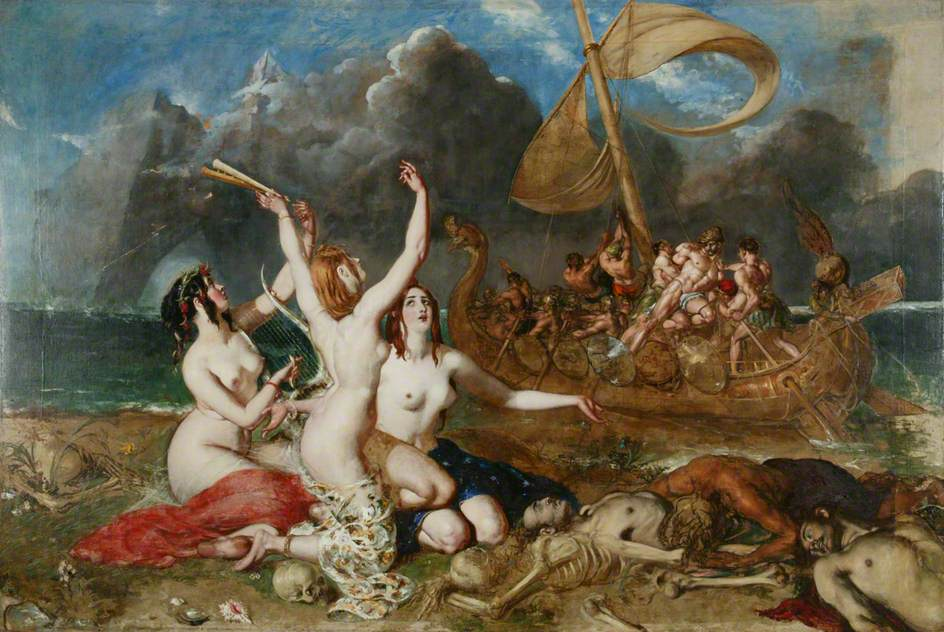
السيرانات وأوديسيوس، 1837، 442.5 سم في 297 سم.

السيرانات وأوديسيوس (بالإنجليزية: The Sirens and Ulysses)‏، هي لوحة زيتية ضخمة للفنان الإنجليزي وليام إيتي، عُرضت لأول مرة عام 1837. تصور اللوحة مشهداً من الأوديسا لهومر حيث يقاوم أوديسيوس أغنية ساحرة تلقيها السيرانات بأن جعل طاقم سفينته يربطونه، بينما أمرهم بإغلاق أذانهم كي يمنعون أنفسهم من سماع الأغنية.
على الرغم من أن السيرانات كانت تُصور تقليدياً كأنها كميرات حيوانية-بشرية، إلا أن إيتي صورتها كشابات عاريات، في جزيرة مليئة بالجثث المتحللة. عند عرض اللوحة لأول مرة انقسمت الآراء حولها، حيث أعجب بعض النقاد اعجاباً شديداً بينما سخر منها آخرون واصفين إياها بأنها بلا طعم وغير مبهجة. وقد يرجع السبب في ذلك إلى حجمه اللوحة الكبير للغاية، 442.5 سم في 297 سم، ولم يتمكن إيتي من بيعها في البداية، لكنها بيعت في نهاية العام بسعر جيد للتاجر دانيال غرانت من مانشستر. توفي غرانت بعد فترة قصيرة، وتبرع بها شقيقه إلى معهد مانشستر الملكي.
رُسمت اللوحة بتقنية تجريبية، والتي تسببت في بدء تدهورها بمجرد اكتمالها. عُرضت اللوحة في متحف لندن للأعمال الرئيسية لإيتي عام 1849 وفي معهد الكنوز الفنية بمانشستر عام 1857، وفي عام 2010 عُرضت اللوحة في معرض مانشستر للفن، بعد أن ظلت في المخزن لأكثر من 150 سنة. 